# Hi-Five
Hi-Five är ett samlingsalbum av den amerikanska heavy metal-gruppen Skid Row, utgiven endast på Internet den 22 november 2005.
Albumet består av bandets fem troligtvis största hits genom tiderna. Samtliga låtar kommer från deras två första album då Sebastian Bach var sångare.

## Låtlista
1. Youth Gone Wild (Rachel Bolan, Dave Sabo) Från albumet Skid Row – 3:21
2. 18 and Life (Bolan, Sabo) Från albumet Skid Row – 3:49
3. I Remember You (Bolan, Sabo) Från albumet Skid Row – 5:14
4. Monkey Business (Bolan, Sabo) Från albumet Slave to the Grind – 4:19
5. Wasted Time (Bolan, Sabo) Från albumet Slave to the Grind – 5:49

## Banduppsättning
- Sebastian Bach - sång
- Dave "The Snake" Sabo - gitarr
- Scotti Hill - gitarr
- Rachel Bolan - bas
- Rob Affuso - trummor